# The Latin American Xchange
I Latin American Xchange, spesso indicati con l'acronimo LAX, sono stati una stable di wrestling attiva principalmente nella Total Nonstop Action Wrestling tra il 2005 e il 2009 e, di nuovo, tra il 2017 e il 2019, con diverse formazioni. Il gruppo, in ogni sua forma, è sempre basato sulla presenza di wrestler ispanici (cubani o portoricani) o di origine ispanica. Gli LAX si sono poi riformati nel 2021 nella Major League Wrestling.

## Storia
La stable si forma nel dicembre del 2005 dopo un avvicendamento avvenuto nella stable 3Live Kru e dopo che un membro di essi (Konnan), stanco dei diverbi con gli altri membri della stable (BG James, Kip James e Ron Killings) forma con i wrestler Apolo e Homicide un nuovo gruppo composto da soli membri di origini ispanico-americane. Dopo la formazione i LAX incominciano una faida con gli stessi 3LiveKru, i quali, dopo l'uscita di Killings, presero il nome di The James Gang.

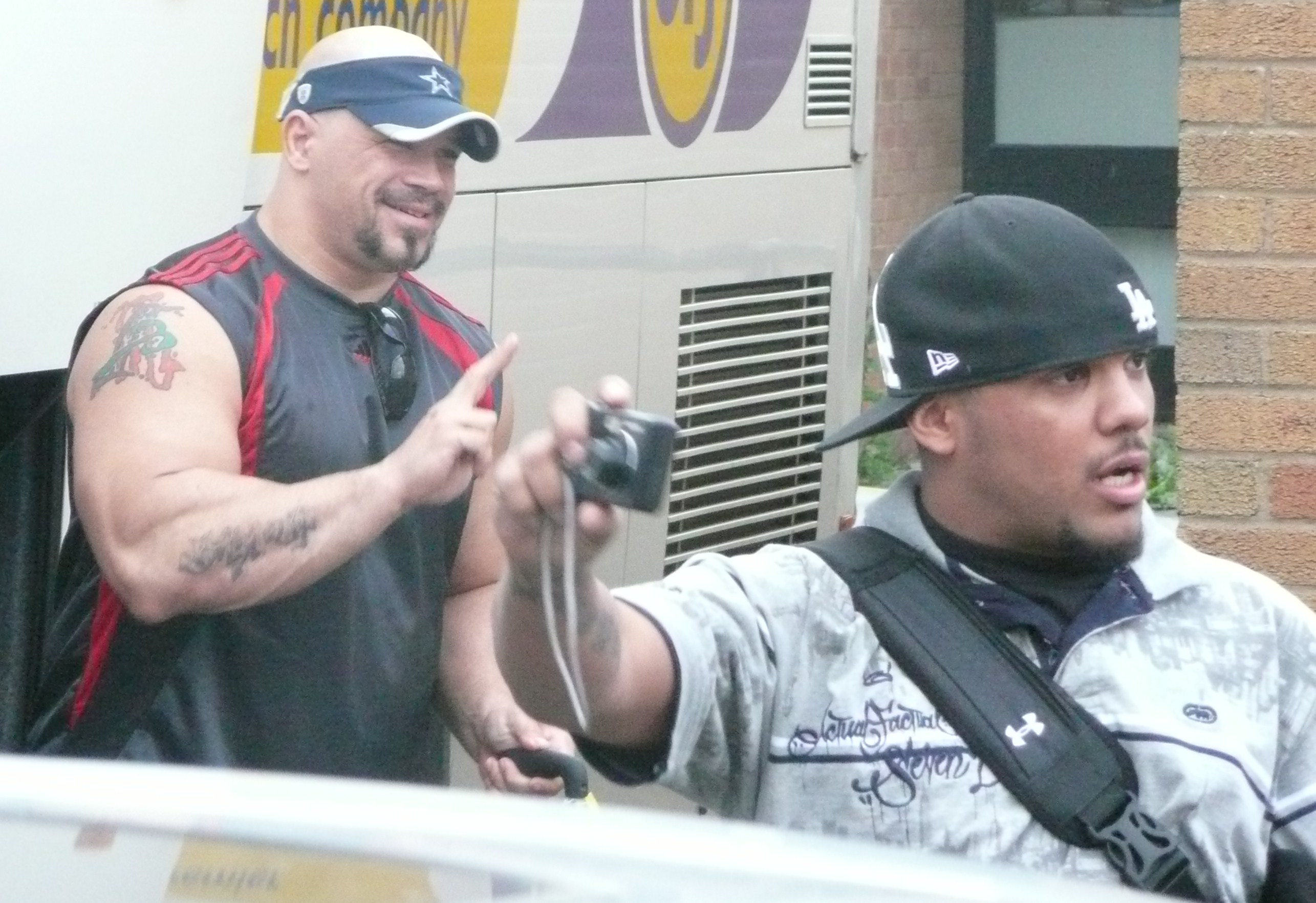
Hernandez e Homicide

La faida continua anche nel 2006 dove, nel mese di febbraio, Apolo (in scadenza di contratto) e destinato a combattere all'Against All Odds in coppia con Homicide viene sostituito da Machete. Il nuovo duo comunque perde l'incontro. 
Nel Marzo dello stesso anno Homicide e Machete perdono nuovamente contro Shark Boy e Norman Smiley e dopo che il loro stesso manager Konnan colpisce Machete con una frittella. 
Le interferenze di Konnan contro Machete continuano fino al licenziamento di quest'ultimo e vengono infine spiegate da Konnan nell'episodio di TNA Xplosion del 31 Marzo dove viene introdotto il nuovo membro Hernandez.
Hernandez e Homicide perdono in un match contro Chris Sabin and Jay Lethal.
Verso l'inizio dell'estate la storyline dei LAX li pone in una angle in cui loro si rifiutano di combattere come forma di protesta contro le discrimanzioni dei latinoamericani.
Il 6 Luglio e dopo l'intervento dell'allora Manager della TNA Jim Cornette (avvenuto il del 29 Giugno) Homicide ritorna a combattere. Nello stesso mese i LAX combattono per la cintura  del NWA World Tag Team Championship contro A.J. Styles & Christopher Daniels, titolo che vincono il 24 Agosto. Sempre contro A.J. Styles & Christopher Daniels i LAX perdono il titolo al No Surrender nel mese di settembre ma poi lo rivincono al Bound for Glory di ottobre.
Il 19 ottobre incominciano una faida contro gli America's Most Wanted (James Storm e Chris Harris) e la loro valletta Gail Kim. Nell'episodio di novembre quasi bruciano la bandiera statunitense ma vengono fermati da Petey Williams. 
Dopo una vittoria con gli Americas Most Wanted, Konnan chiede ad Homicide di fare un Piledriver su Gail Kim ma viene fermato da Petey Williams ed in seguito Jim Cornette toglie loro il titolo per una "condotta estremamente irrispettosa nei confronti della TNA e dei suoi fan". I LAX però rifiutano di restituire le cinture e, con un avvocato (ma questa era solo una Kayfabe) prendono posizione dicendo che quella era una violazione del Primo Emendamento ed ottenendo così la rinuncia di Cornette. Al TNA Turning Point i LAX vincono contro gli America's Most Wanted in un 'non title flag match' divenendo i primi wrestler non statunitensi a vincere quel titolo sul suolo americano. Sempre nel mese di dicembre vincono nuovamente contro gli America's Most Wanted in un Titles vs. career, match in cui James Storm colpisce deliberatamente Chris Harris con una bottiglia di birra.
Konnan lascia i LAX nel Giugno 2007 e nel mese di Luglio Homicide e Hernandez diventano Eroi della Nazione Latina impedendo ai Voodoo Kin Mafia (VKM) di disonorare una bandiera portoricana. Nel mese di Agosto a Hard Justice i LAX sconfiggono i VKM grazie anche ad un intervento di Héctor Guerrero che avvisa l'arbitro di una scorrettezza dei VKM. Al successivo Bound for Glory sconfiggono Elix Skipper e Senshi in un Ultimate X match e diventano i primi competitori per il titolo TNA World Tag Team Championship, opportunità che perdono contro A.J. Styles e Tomko in un successivo episodio di Impact!. Al Final Resolution del mese di Dicembre Salinas diventa la loro valletta.
Nel marzo del 2008, al Destination X i LAX sconfiggono Motor City Machine Guns (Chris Sabin e Alex Shelley) e i The Rock 'N Rave Infection (Lance Hoyt e Jimmy Rave) in un triple threat Number One Contender match. Nel Maggio ottengono l'adesione di Hector Guerrero ed al Sacrifice vincono il titolo di Tag Team in un 'Deuces Wild Tag Team Tournament' contro il Team 3D che, di conseguenza attacca Guerrero dando così inizio ad una faida.  Una nuova faida viene aperta contro i Beer Money, Inc. (James Storm, Robert Roode e la loro valletta, Jacqueline). Al Victory Road vincono il titolo contro i Beer Money, Inc. che però successivamente perdono al Hard Justice (sempre contro i Beer Money, Inc.).
I LAX nuovamente perdono un incontro al No Surrender e nei mesi successivi perdono sia Salinas (la cui storyline la manda all'ospedale dopo una rissa con Jaqueline) che il manager Guerrero, quest'ultimo deve andarsene dopo la sconfitta rimediata in un Loser's manager leaves town combattuto sempre contro i Beer Money, Inc
Nel Final Resolution del dicembre 2008, LAX partecipano al Feast or Fired nel tentativo di conquistare una valigetta che gli desse la possibilità di partecipare al titolo TNA World Heavyweight Championship, al TNA X Division Championship od al TNA World Tag Team Championship. Nel successivo episodio di Impact! Hernadez, aprendo la valigetta trova l'opportunità di partecipare al TNA World Heavyweight Championship e Homicide quella per l'X Division.
Nell'episodio del 16 marzo 2017 di Impact!, LAX vengono riformati con Homicide, Ortiz, Santana, Diamanté ed il manager Konnan. Il gruppo si presenta sul ring per attaccare in contemporanea i Decay, Laredo Kid, Garza Jr. e Reno Scum, ottenendo così l'inserimento nella sfida del TNA World Tag Team Championship, che vinsero. Nelle registrazioni di Impact! del 23 aprile 2017 Ortiz e Santana conquistato i vacanti GFW World Tag Team Championship. 
Il 2 Luglio a Slammiversary XV unificano i titoli.

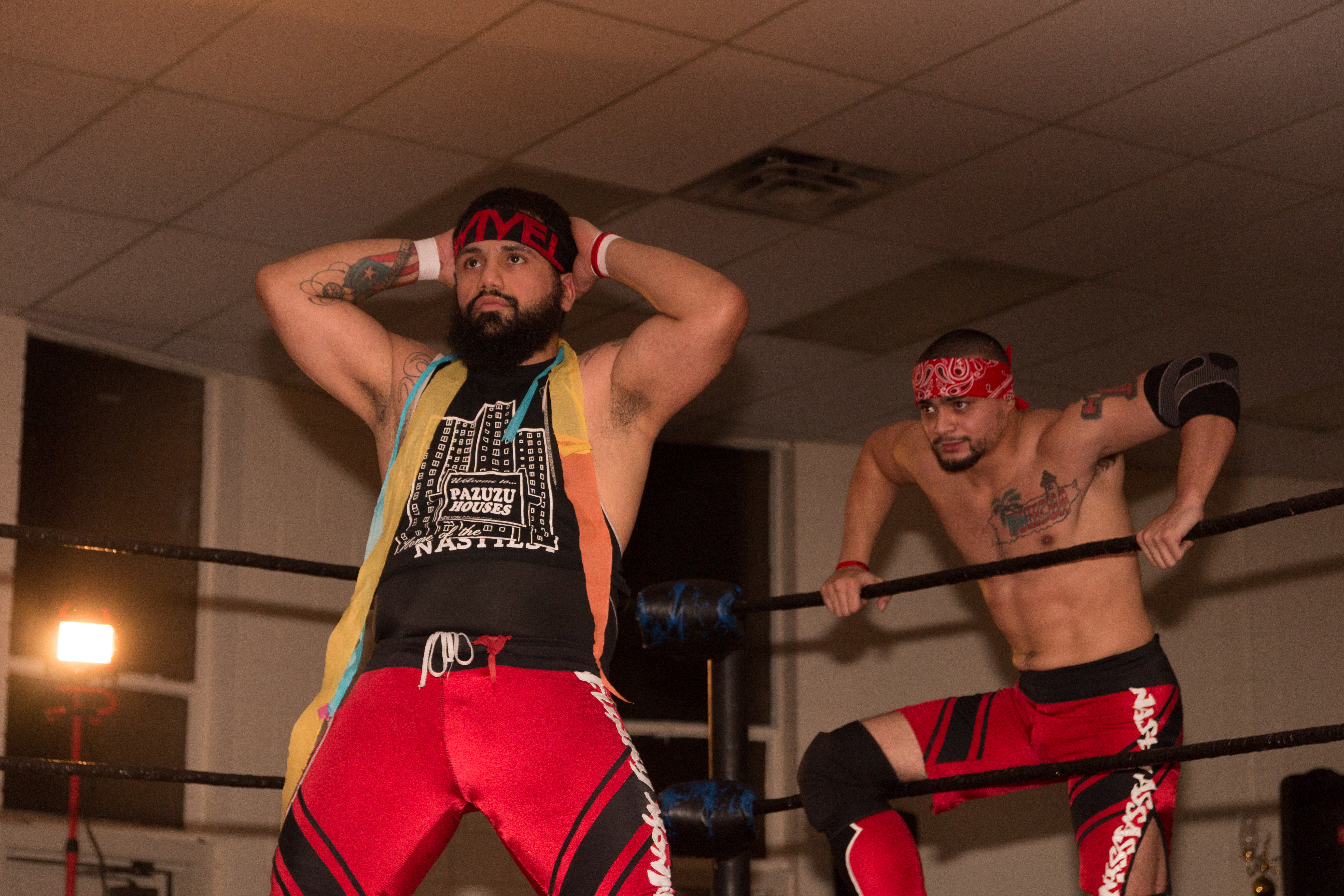
Ortiz e Santana

Una nuova rottura negli LAX si ebbe quando il wrestler Eddie Kingston si impose come nuovo leader al posto dell'assente Konnan. Al ritorno di quest'ultimo King si alleò con Hernandez e Homicide formando gli OGz.

### MLW
Nel 2021 Konnan, con Slice Boogie, Danny Rivera e Julius Smokes, forma i nuovi LAX debuttando nella Major League Wrestling.

## Membri
| Nome            | Data entrata                                  | Data uscita                     | Promotion      |
| --------------- | --------------------------------------------- | ------------------------------- | -------------- |
| Konnan          | 31 dicembre 2005 16 marzo 2017 10 luglio 2021 | 19 luglio 2007 19 agosto 2019   | TNA/Impact MLW |
| Homicide        | 31 dicembre 2005 16 marzo 2017 2 ottobre 2021 | 10 settembre 2009 5 luglio 2018 | TNA/Impact MLW |
| Hernandez       | 31 marzo 2006                                 | 10 settembre 2009               | TNA            |
| Apolo           | 31 dicembre 2005                              | 12 febbraio 2006                | TNA            |
| Machete         | 12 febbraio 2006                              | 18 marzo 2007                   | TNA            |
| Hector Guerrero | 1 maggio 2008                                 | 25 settembre 2008               | TNA            |
| Salinas         | 6 gennaio 2008                                | 14 settembre 2008               | TNA            |
| Diamante        | 16 marzo 2017                                 | 28 gennaio 2019                 | Impact         |
| Ortiz           | 16 marzo 2017                                 | 17 agosto 2019                  | Impact         |
| Santana         | 16 marzo 2017                                 | 17 agosto 2019                  | Impact         |
| Low Ki          | 3 agosto 2017                                 | 23 agosto 2017                  | Impact         |
| King            | 25 aprile 2018                                | 5 luglio 2018                   | Impact         |
| Daga            | 20 luglio 2019                                | 19 agosto 2019                  | Impact         |
| Danny Rivera    | 10 luglio 2021                                |                                 | MLW            |
| Slice Boogie    | 10 luglio 2021                                |                                 | MLW            |
| Julius Smokes   | 10 luglio 2021                                |                                 | MLW            |

## Titoli e riconoscimenti

### Hernandez e Homicide
- IWA World Tag Team Championship (1)
- JAPW World Tag Team Championship (1)
- RCW Tag Team Championship (1)
- TNA World Tag Team Championship (1)
- NWA World Tag Team Championship (2)

Wrestling Observer Newsletter
- Best Gimmick (2006)
- Tag Team of the Year (2006)

### Ortiz e Santana
- AAW Tag Team Championship (1)
- HOG Tag Team Championship (1)
- GFW Tag Team Championship (1)
- Impact World Tag Team Championship (4)
- Wrestlepro Tag Team Champiopnship (1)
- WWL Tag Team Championship (1)

### Rivera e Slice Boogie
- MLW World Tag Team Championship (1)